# Jysmänselkä
Jysmänselkä är en del av sjön Vuokkijärvi i Finland.   Den ligger i landskapet Kajanaland, i den centrala delen av landet, 500 km nordost om huvudstaden Helsingfors. Jysmänselkä ligger 173 meter över havet.